# 谷口春治
谷口 春治（たにぐち はるじ、1892年（明治25年）1月2日 - 1978年（昭和53年）12月14日）は、大日本帝国陸軍軍人。最終階級は陸軍中将。功四級

## 経歴
1892年（明治25年）に福井県で生まれた。陸軍士官学校第26期、陸軍大学校第35期卒業。1938年（昭和13年）3月1日に野砲兵第10連隊長に就任し、7月15日に 陸軍砲兵大佐に進級した。野砲兵第10連隊長として日中戦争に出動し、徐州会戦、武漢作戦に参加。1939年（昭和14年）に留守第2師団参謀長を経て、1940年（昭和15年）に第52師団参謀長に就任。
1941年（昭和16年）に陸軍少将に進級し、1943年（昭和18年）に東部軍砲兵隊長に就任。1944年（昭和19年）に砲兵監兼大本営陸軍幕僚附に就任し、1945年（昭和20年）3月1日に陸軍中将に進級。3月19日に本土決戦用主力師団である第44師団長に親補され、茨城県小川に展開した。
1947年（昭和22年）11月28日、公職追放仮指定を受けた。